# 시계태엽 오렌지 (영화)
《시계태엽 오렌지》(영어: A Clockwork Orange)는 1962년에 앤서니 버제스가 출간한 동명의 소설을 바탕으로 1971년에 제작된 영화이다. 스탠리 큐브릭이 제작 및 감독을 맡고 대본을 썼다.

## 줄거리
이 영화는 영국에 사는 청소년 알렉스 드라지(Alex DeLarge)의 인생을 다루고 있다. 알렉스는 클래식(특히 베토벤의 음악)을 즐겨 듣고, 강간과 폭력을 좋아하는 일명 비행청소년이다. 알렉스는 몇 명의 갱단원을 거느리고 있다. 알렉스는 영화에서 자신의 이야기를 나드샛으로 말한다. 알렉스는 부모님에게 학교에 다닌다며 거짓말을 한다.
'코로바 밀크바'의 마약 섞은 우유를 마시고, 알렉스와 그의 패거리들은 도로 밑 한 주정뱅이를 마구 때리고서 라이벌 갱단인 빌리보이가 여자를 강간하는 극장에 간다. 두 갱단은 서로 싸우고, 알렉스와 그의 동료들은 싸움에 이기고서 경찰이 오기 전에 탈출한다. 그 뒤 알렉스와 패거리들은 Durango 95(실제 기종은 Adams Probe 16이다.)을 훔쳐 교외로 무모한 드라이브를 나가고, 가택 침입을 한다. 알렉스와 패거리들은 알렉산더라고 불리는 은둔 작가를 두들겨 패고 "사랑은 비를 타고"(Singin' in the Rain)을 부르면서 춤추고 작가의 아내를 강간한다.
알렉스는 어느 날 학교를 빼먹고 음반가게에 가서 2명의 10대 여자를 자기 집에 오도록 유혹하여, 변형된 윌리엄 텔 서곡을 들으며 2:1 섹스를 한다. 1971년 이 장면이 외설인가 아닌가를 두고 신문이나 잡지에서 논쟁을 벌였다.
알렉스는 곧 2명의 졸개가 반란을 꾀한다는 것을 알고서 살짝 위협했고, 그의 리더십과 반항적인 모습을 과도하게 표출했다. 장면이 밤으로 넘어가고, 알렉스는 패거리들과 어느 여자의 집에 무단 침입하여 그 여자를 때려눕힌다. 결국 알렉스는 체포되고, 이후 알렉스는 그의 강도 피의자가 살해되었고, 자신이 살인자란 걸 알게 된다. 그는 14년 형을 받고 복역하게 된다. 2년 후, 알렉스는 정부에서 사상범죄를 해결하기 위해 만든 실험적인 혐오 요법인 루드비코 요법에 지원하게 되었다. 루드비코 요법으로 말미암아 알렉스는 폭력을 보거나 느끼고 싶으면 구토를 하게 되고, 루드비코 요법에 사용한 교향곡 9번 (베토벤)을 들어도 비슷한 증세가 나타나게 된다.
그 후 알렉스는 치료를 성공적으로 마치고 재출발하기 위해 집으로 돌아간다. 그러나 알렉스는 부모님이 자신을 대신해 아들 역할을 하는 세입자(하숙생)를 집에 들인 것을 보고 구역질을 느끼며 밖으로 나오게 된다. 알렉스는 런던을 돌아다니다 도로 밑 주정뱅이에게 얻어맞고, 경찰이 된 조지와 딤 두 졸개에게 얻어맞고, 익사 직전에 이른다.
알렉스는 근처를 방황하다, 영화 초반에 그와 패거리가 강간하고 폭행한 작가 집에 도착한다. 알렉산더는 그를 발견하고서 누군지 알게 된다. 그 후 알렉산더는 알렉스를 침실에 가둬두고 전자악기풍 9번 교향곡 2악장을 큰소리로 틀어 알렉스를 구역질 나게 만든다. 알렉스는 창밖으로 몸을 던져 자살을 시도하지만 살아난다.
병원에서 긴 회복 동안, 알렉스는 그에게 루드비코 요법을 선택하게 했던 내무부 장관을 만난다. 그는 그의 비서가 써준 종이를 읽으며, 알렉스에게 루드비코 요법 실험을 사과했다. 그는 알렉스를 꾀어 9번 교항곡의 4악장을 연주한 거대한 스트레오를 선물하고, 알렉스는 신체 변화 없이 음악을 듣는다.
그리고 정부는 알렉스가 여당을 도와 캠페인 한다면 일자리를 제공하겠다고 약속한다. 알렉스는 9번 교향곡이 깔리는 가운데, 그가 빅토리안식 옷을 입은 신사숙녀에게서 박수받으며 눈 위에서 여자와 섹스를 생각한다. 그리고 영화 끝에 알렉스는 "나는 모든면에서 치료되었어..."라고 하며 끝난다.

## 출연
- 맬컴 맥도월 - 알렉스 델라지
- 패트릭 매지 (Patrick Magee) - 프랭크 알렉산더
- 마이클 베이츠 (Michael Bates) - 반즈

## 반응과 논쟁
시계태엽 오렌지는 아카데미 작품상후보로 지명되었으며 영화음악으로 들어간 베토벤의 9번 교향곡 음반판매를 증진시켰다. 또한 시계태엽 오렌지는 상당한 논쟁을 일으켰고 그에 따라 영국에서의 개봉을 철회하게 되었다. 역대 가장 논쟁을 부른 영화 2위로 선정되기도 했다.

## 다른 큐브릭 영화들과의 관계
- 레코드 가게 장면에서 《2001 스페이스 오디세이》의 사운드 트랙이 보이며, 또한 비틀즈의 《Magical Mystery Tour》, 닐 영의 《After the Gold Rush》, 핑크 플로이드의 《Atom Heart Mother》가 보인다.
- 알렉스는 Serum 114를 받게 되는데, 《닥터 스트레인지러브》에 나오는 암호기계인 CRM114와 발음이 유사하다. 숫자 114는 스탠리 큐브릭의 다른 영화인 《아이즈 와이드 셧》과 《2001 스페이스 오디세이》에 등장한다.
- 코로바 밀크바의 빨간의자는 《2001 스페이스 오딧세이》의 우주정거장 로비에도 등장한다.

## 영화적 의의
이 작품에서의 말하고자 하는 메시지는 비교적 모호하다. 뚜렷한 주제가 분명하지는 않은데 국가의 권력으로 위시되는 전체주의적인 진압이 개입되지만 사회의 안정과 평온을 중시하는 것과 타락하고 악에 물들어 찌들어있지만 그것이 인간의 순수한 의지의 실현이라는 점에 있어서 상당한 논쟁거리를 낳게 되었다. 이 작품에서는 그 어떤 것에 대한 해답을 내놓지 않으며 관객으로 하여금 가치 판단에 대한 문제의 화두를 던지게 한다.